# أماندا كونر
أماندا كونر (بالإنجليزية: Amanda Conner)‏ هي رسامة بالرصاص أمريكية، ولدت في 12 أبريل 1967 في لوس أنجلوس في الولايات المتحدة.

## وصلات خارجية
- أماندا كونر على موقع كينوبويسك (الروسية)